# Перелік ударів по житловій забудові під час російського вторгнення (серпень 2025)
Удари по житловій забудові України під час російсько-української війни — воєнний злочин, скоєний російськими військовими під час повномасштабного військового вторгнення в Україну.
У переліку подано інформацію про удари по житловій та громадській забудові, а також обстріли відкритої території у яких відомо про цивільні втрати. Подано інформацію про атаки протягом серпня 2025 року, яка була опублікована у відкритих джерелах.

## Загальна інформація

### Руйнування населених пунктів прилеглих до лінії зіткнення
У населених пунктах які знаходяться біля лінії бойового зіткнення, постійно відбуваються обстріли житлової та іншої цивільної забудови (у тому числі медичних установ, навчальних закладів, комерційної забудови). Впродовж серпня 2025 року, обстріли відбувалися вздовж прикордонних громад Чернігівщини, Сумщини, та Харківщини, а також громад Запорізької, Дніпропетровської, Херсонської та Миколаївської областей із використанням ракет, безпілотників, мінометів, артилерії, реактивних систем залпового вогню, вогнем бронетехніки та стрілецької зброї.
Вздовж державного кордону:
- У Чернігівській області — Корюківська, Новгород-Сіверська, Семенівська, Сновська громади.
- У Сумській області — Білопільська, Великописарівська, Глухівська, Краснопільська, Миропільська, Новослобідська, Путивльська, Хотінська, Юнаківська громади.
- У Харківській області — Вільхуватська, Вовчанська, Дворічанська, Дергачівська, Золочівська, Липецька громади

Між тимчасово окупованою територією:
- У Харківській області — Борівська, Дворічанська, Ізюмська, Кіндрашівська, Куп'янська, Курилівська, Оскільська, Петропавлівська громади
- У Луганській області — Красноріченська, Лисичанська громади
- У Донецькій області — Званівська, Сіверська громади
- У Запорізькій області —
- У Херсонській області —
- У Миколаївській області —

## Перелік атак
Червоним кольором позначені атаки у яких відомо про загибель людей.
| дата і місце | дата і місце                                | тип зброї         | подробиці атаки, жертви (загиблі/поранені)                                     | подробиці атаки, жертви (загиблі/поранені) |
| ------------ | ------------------------------------------- | ----------------- | ------------------------------------------------------------------------------ | ------------------------------------------ |
| 01/08        | Харківська обл., Лісна Стінка               | БпЛА              | атаковано житлову забудову населеного пункту                                   | 1/2                                        |
| 01/08        | Запорізька обл., Веселянка                  | артобстріл        | російські війська обстріляли житлову забудову населеного пункту                | 1/1                                        |
| 01/08        | Херсон                                      | артобстріл        | обстріляно житлові квартали міста                                              | 1/3                                        |
| 01/08        | Київська обл., Біла Церква                  | Shahed 136        | виникли пожежі на території цивільних підприємств                              | —                                          |
| 01/08        | Дніпропетровська обл., Нікопольський р-н    | БпЛА, артобстріл  | пошкоджено цивільну інфраструктуру та авто                                     | 0/1                                        |
| 01/08        | Дніпропетровська обл., Синельниківський р-н | Shahed 136        | уражені фермерські господарства, ліцей, пошта, житлові будинки                 | —                                          |
| 01/08        | Суми                                        | БпЛА              | внаслідок російського обстрілу пошкоджений потяг №45 «Харків – Ужгород»        | 0/2                                        |
| 01/08        | Харків                                      | БпЛА              | влучання у двір багатоквартирного житлового будинку                            | 0/11                                       |
| 01/08        | Запорізька обл., Малокатеринівка            | артобстріл        | російські війська обстріляли житлову забудову населеного пункту                | 0/2                                        |
| 02/08        | Сумська обл., Свеса                         | БпЛА              | російський дрон атакував двох підлітків посеред цивільної забудови             | 1/1                                        |
| 02/08        | Донецька обл., Костянтинівка                | артобстріл        | пошкоджено фасади приватних житлових будинків та авто                          | 1/0                                        |
| 02/08        | Донецька обл.                               | БпЛА, артобстріл  | відомо про щонайменше ще чотирьох загиблих цивільних мешканців                 | 4/?                                        |
| 02/08        | Херсон                                      | артобстріл        | атаковані житлові будинки у місті                                              | 2/2                                        |
| 02/08        | Дніпропетровська обл., Нікопольський р-н    | БпЛА, артобстріл  | уражені господарські споруди, багатоквартирні будинки, ЛЕП, авто               | —                                          |
| 02/08        | Дніпропетровська обл., Синельниківський р-н | Shahed 136        | уражено господарську споруду, адмінбудівлю, приватні будинки та авто           | 0/3                                        |
| 02/08        | Харківська обл., Івано-Шийчине              | БпЛА              | зафіксоване влучання російського FPV-дрона у цивільний автомобіль              | 0/1                                        |
| 02/08        | Запорізька обл., Запорізький р-н            | —                 | атакована житлова забудова одного з сіл Запорізького району                    | 0/3                                        |
| 02/08        | Донецька обл., Дружківка                    | Shahed 136        | пошкоджено два житлові будинки, ринок, магазин і адміністративну будівлю       | 0/7                                        |
| 02/08        | Донецька обл., Слов'янськ                   | Shahed 136        | пошкоджень зазнали прилеглі багатоповерхівки і гуртожиток                      | 0/1                                        |
| 02/08        | Херсон                                      | авіабомбовий удар | удар по мосту через річку Кошеву в Херсоні                                     | —                                          |
| 02/08        | Херсонська обл., Білозерка                  | артобстріл        | атаковані житлові будинки у населеному пункті                                  | 0/2                                        |
| 03/08        | Херсон                                      | авіабомбовий удар | повторний удар по мосту через річку Кошеву в Херсоні                           | 1/0                                        |
| 03/08        | Миколаїв                                    | ракетний удар     | зруйновані приватні будинки та пошкоджені багатоповерхівки                     | 0/7                                        |
| 03/08        | Харківська обл., Балаклія                   | Shahed 136        | уражено понад 10 житлових будинків                                             | —                                          |
| 03/08        | Харківська обл., Чугуїв                     | Shahed 136        | атакувано мікрорайон з приватною забудовою                                     | 0/3                                        |
| 03/08        | Запорізька обл., Гуляйполе                  | БпЛА              | росіяни атакували дроном рятувальників ДСНС, коли ті гасили загоряння          | —                                          |
| 04/08        | Харківська обл., Вовчанськ                  | БпЛА              | FPV-дрон російських військових влучив у мопед з двома цивільними               | 2/0                                        |
| 04/08        | Харківська обл., Лосівка                    | —                 | атакований приватний житловий будинок                                          | 1/0                                        |
| 04/08        | Запорізька обл., Гуляйполе                  | авіабомбовий удар | зруйновано та пошкоджено кілька житлових будинків                              | 2/0                                        |
| 04/08        | Херсонська обл., Антонівка                  | артобстріл        | відомо про обстріл житлових кварталів населеного пункту                        | 1/0                                        |
| 04/08        | Одеська обл., Одеський р-н                  | Shahed 136        | пошкоджено житлові, торгові та адміністративні будівлі, авто, синагогу         | —                                          |
| 04/08        | Дніпропетровська обл., Нікопольський р-н    | БпЛА, артобстріл  | атакована цивільна інфраструктура та житлові будинки                           | 0/3                                        |
| 05/08        | Харківська обл., Лозова                     | Shahed 136        | пошкоджений залізничний вокзал, багатоповерхівки, приватний сектор             | 1/10                                       |
| 05/08        | Запорізька обл., Степногірськ               | БпЛА              | безпілотник атакував приватний житловий будинок                                | 2/0                                        |
| 05/08        | Дніпропетровська обл., Нікопольський р-н    | артобстріл, БпЛА  | понівечені 7 приватні житлові будинки, господарські споруди, газогін           | 0/3                                        |
| 05/08        | Дніпропетровська обл., Синельниківський р-н | артобстріл, БпЛА  | пошкоджені інфраструктура, приватний будинок, авто та ЛЕП                      | 0/1                                        |
| 05/08        | Харківська обл., Купʼянськ                  | авіабомбовий удар | авіабомбовий удар по житлових будинках                                         | —                                          |
| 05/08        | Харків                                      | БпЛА              | удар по АЗС                                                                    | 0/1                                        |
| 05/08        | Запорізька обл., Біленьке                   | БпЛА              | атаковано житлову забудову населеного пункту                                   | 0/2                                        |
| 06/08        | Запорізька обл., Запорізький р-н            | авіабомбовий удар | авіабомбовий удар по базі відпочинку                                           | 2/12                                       |
| 06/08        | Запорізька обл., Степногірськ               | БпЛА              | удар російського FPV-дрона по приватному житловому сектору                     | 1/0                                        |
| 06/08        | Донецька обл., Удачне                       | розстріл          | російський військовий розстріляв мирного жителя що евакуйовувався              | 1/0                                        |
| 06/08        | Дніпропетровська обл., Нікопольський р-н    | артобстріл, БпЛА  | пошкоджено підприємство та приватний житловий будинок                          | —                                          |
| 06/08        | Дніпропетровська обл., Синельниківський р-н | Shahed 136        | понівечена інфраструктура                                                      | —                                          |
| 06/08        | Харківська обл., Борова                     | БпЛА              | пошкоджено приватний будинок та автомобіль                                     | 0/1                                        |
| 06/08        | Харківська обл., Купʼянськ                  | артобстріл        | атаковано житлову забудову міста                                               | 0/2                                        |
| 07/08        | Дніпропетровська обл., Нікопольський р-н    | БпЛА              | пошкоджені приватні житлові та господарські споруди, інфраструктура, авто      | 4/6                                        |
| 07/08        | Запорізька обл., Гуляйполе                  | РСЗВ              | зруйновано приватний будинок                                                   | 1/0                                        |
| 07/08        | Донецька обл., Краматорськ                  | БпЛА              | атаковано автомобіль пересувного відділення «Укрпошти»                         | 1/0                                        |
| 07/08        | Дніпропетровська обл., Синельниківський р-н | авіабомбовий удар | пошкоджені приватні житлові та господарські споруди                            | —                                          |
| 07/08        | Дніпро                                      | Shahed 136        | уражені адмінбудівлі, приватні та багатоквартирні житлові будинки, авто        | 0/4                                        |
| 07/08        | Суми                                        | РСЗВ              | пошкоджені житлові будинки, нежитлові будівлі, авто                            | 0/1                                        |
| 07/08        | Запорізька обл., Оріхів                     | артобстріл        | пошкоджено приватний будинок                                                   | —                                          |
| 08/08        | Київська обл., Бучанський р-н               | Shahed 136        | уражені житлові будинки та комерційні споруди                                  | 0/2                                        |
| 08/08        | Одеська обл., Одеський р-н                  | Shahed 136        | уражено нафтобазу SOCAR, АЗС                                                   | 0/4                                        |
| 08/08        | Суми                                        | Shahed 136        | пошкоджені нежитлові будівлі, магазин та авто                                  | 0/1                                        |
| 08/08        | Сумська обл., Шостка                        | Shahed 136        | пошкоджені будинки, будівлі та автомобілі                                      | —                                          |
| 08/08        | Харків                                      | Shahed 136        | виникла пожежа на цивільному підприємстві                                      | 0/2                                        |
| 08/08        | Харківська обл., Купʼянськ                  | РСЗВ, БпЛА        | атакована житлова забудова міста                                               | 0/5                                        |
| 09/08        | Запорізька обл., Біленьке                   | БпЛА              | російський FPV-дрон атакував цивільне авто                                     | 2/0                                        |
| 09/08        | Херсон                                      | БпЛА              | росіяни дроном атакували маршрутку                                             | 2/16                                       |
| 09/08        | Харківська обл., Балаклія                   | Shahed 136        | уражене приватне житло, нежитлова будівля                                      | —                                          |
| 09/08        | Харківська обл., Чугуїв                     | Shahed 136        | пошкоджено багатоквартирний будинок                                            | 0/2                                        |
| 09/08        | Харків                                      | Shahed 136        | ворожий безпілотник поцілив по меблевому магазину                              | 0/4                                        |
| 10/08        | Харківська обл., Купʼянськ-Вузловий         | артобстріл        | атакована житлова забудова населеного пункту                                   | 1/2                                        |
| 10/08        | Донецька обл., Білозерське                  | авіабомбовий удар | пошкоджено 8 багатоквартирних будинків та 6 автомобілів                        | 2/7                                        |
| 10/08        | Донецька обл., Дружківка                    | артобстріл        | пошкоджено щонайменше 5 приватних осель, два цивільних авто                    | 1/2                                        |
| 10/08        | Суми                                        | Shahed 136        | російський безпілотник влучив у дах будівлі Сумської ОВА                       | —                                          |
| 10/08        | Харківська обл., Козача Лопань              | БпЛА              | атакована житлова забудова населеного пункту                                   | 0/1                                        |
| 10/08        | Харківська обл., Чугуївський р-н            | Shahed 136        | уражено дитячий дошкільний навчальний заклад, складську будівлю                | —                                          |
| 10/08        | Запоріжжя                                   | авіабомбовий удар | російські війська завдали удару по автовокзалу                                 | 0/20                                       |
| 10/08        | Донецька обл., Білозерське                  | Shahed 136        | атаковані багатоквартирні та приватні житлові будинки, гаражі авто             | 0/3                                        |
| 11/08        | Дніпропетровська обл., Нікопольський р-н    | артобстріл, БпЛА  | пошкоджено понад 10 приватних будинків, 4 господарські споруди, авто           | 0/1                                        |
| 11/08        | Дніпропетровська обл., Синельниківський р-н | авіаудар          | зруйновані 2 магазини та понівечений ліцей                                     | 0/1                                        |
| 11/08        | Харківська обл., Купʼянськ                  | БпЛА              | атакована цивільна забудова міста                                              | 0/1                                        |
| 11/08        | Донецька обл., Костянтинівка                | артобстріл        | пошкоджені два приватні житлові будинки                                        | 0/2                                        |
| 11/08        | Донецька обл., Краматорськ                  | БпЛА              | під обстрілом опинився житловий багатоквартирний сектор                        | —                                          |
| 11/08        | Донецька обл., Нововодяне                   | Shahed 136        | пошкоджено 2 багатоквартирних будинки й заклад освіти                          | —                                          |
| 11/08        | Донецька обл., Святогірськ                  | артобстріл, БпЛА  | пошкоджено двоповерховий багатоквартирний будинок та 11 приватних будинків     | —                                          |
| 12/08        | Донецька обл., Костянтинівка                | авіабомбовий удар | вибухова хвиля та уламки пошкодили вісім приватних будинків                    | 2/0                                        |
| 12/08        | Дніпропетровська обл., Нікопольський р-н    | артобстріл, БпЛА  | зруйнована господарська споруда, пошкоджені житлові приватні будинки, авто     | 0/1                                        |
| 12/08        | Суми                                        | БпЛА              | пошкоджено об’єкти цивільної інфраструктури                                    | 0/1                                        |
| 12/08        | Донецька обл., Краматорськ                  | БпЛА              | пошкоджено 2 багатоквартирних будинки й заклад освіти                          | —                                          |
| 13/08        | Херсонська обл., Бериславський р-н          | БпЛА              | атаковано цивільний легковий автомобіль місцевих мешканців                     | 1/1                                        |
| 13/08        | Херсонська обл., Чорнобаївка                | артобстріл        | атаковано приватні житлові будинки                                             | 1/4                                        |
| 13/08        | Дніпропетровська обл., Межова               | Shahed 136        | влучання у будівлю Межівського ліцею №2                                        | —                                          |
| 13/08        | Донецька обл.                               | БпЛА              | атаковано цивільний легковий автомобіль місцевих мешканців                     | 0/3                                        |
| 13/08        | Донецька обл., Костянтинівка                | артобстріл        | під вогонь ворога потрапили житлові квартали міста                             | 0/1                                        |
| 14/08        | Дніпропетровська обл., Межова               | авіабомбовий удар | атакована цивільна інфраструктура та житлові будинки                           | 1/0                                        |
| 14/08        | Чернігівська обл., Корюківський р-н         | ракетний удар     | пошкоджене сільгосппідприємство та житлові будинки                             | —                                          |
| 14/08        | Донецька обл., Вірівка                      | авіабомбовий удар | пошкоджено 4 приватних житлових будинки, заклад освіти, авто                   | 1/2                                        |
| 14/08        | Донецька обл., Костянтинівка                | авіабомбовий удар | пошкоджено 12 приватних житлових будинків і 4 авто                             | 1/1                                        |
| 14/08        | Херсон                                      | артобстріл        | обстріляно житлові квартали Корабельного району міста                          | 1/0                                        |
| 14/08        | Сумська обл., Битиця                        | авіабомбовий удар | пошкоджені житлові будинки та лінія електропередач                             | —                                          |
| 14/08        | Сумська обл., Миропілля                     | БпЛА              | атакований приватний житловий будинок                                          | 0/1                                        |
| 14/08        | Донецька обл., Добропілля                   | авіабомбовий удар | пошкоджено приватний житловий будинок                                          | 0/1                                        |
| 14/08        | Донецька обл., Андріївка                    | Shahed 136        | уражено комунальне підприємство, нежитлові приміщення та об'єкт інфраструктури | —                                          |
| 14/08        | Донецька обл., Добропілля                   | Shahed 136        | пошкоджено 2 багатоквартирних будинки                                          | —                                          |
| 14/08        | Донецька обл., Самарське                    | Shahed 136        | пошкоджено заклади торгівлі                                                    | —                                          |
| 15/08        | Сумська обл., Велика Писарівка              | БпЛА              | російський дрон атакував цивільний автомобіль                                  | 1/0                                        |
| 15/08        | Донецька обл., Святогірськ                  | артобстріл        | атакований автомобіль патрульної поліції посеред житлового кварталу            | 2/0                                        |
| 15/08        | Суми                                        | БпЛА              | ворог атакував автозаправну станцію                                            | —                                          |
| 16/08        | Донецька обл.                               | артобстріл, БпЛА  | росіяни атакувала цивільних мешканців у населених пунктах області              | 5/4                                        |
| 16/08        | Донецька обл., Білозерське                  | РСЗВ, БпЛА        | російські військові обстріляли із реактивної артилерії житлові квартали        | —                                          |
| 16/08        | Донецька обл., Добропілля                   | РСЗВ, БпЛА        | російські військові обстріляли із реактивної артилерії житлові квартали        | —                                          |
| 16/08        | Донецька обл., Костянтинівка                | БпЛА              | атаковано житловий багатоповерховий будинок                                    | —                                          |
| 17/08        | Запорізька обл., Новояковлівка              | авіабомбовий удар | атаковано житлову забудову населеного пункту                                   | 1/6                                        |
| 17/08        | Дніпропетровська обл., Нікопольський р-н    | артобстріл, БпЛА  | атакована цивільна інфраструктура та житлові будинки                           | —                                          |
| 17/08        | Дніпропетровська обл., Синельниківський р-н | артобстріл, БпЛА  | пошкоджено будинки, гараж, інфраструктурні об’єкти                             | —                                          |
| 17/08        | Суми                                        | ракетний удар     | удар по цивільній інфраструктурі                                               | —                                          |
| 17/08        | Сумська обл., Нова Слобода                  | авіабомбовий удар | пошкоджено близько 10 приватних будинків                                       | 0/1                                        |
| 17/08        | Харківська обл., Вільшани                   | Shahed 136        | дрон влучив у подвір’я приватного будинку                                      | 0/4                                        |
| 17/08        | Донецька обл., Слов'янськ                   | Shahed 136        | пошкоджено приватні житлові будинки                                            | 0/1                                        |
| 18/08        | Харків                                      | Shahed 136        | влучання пʼяти безпілотників у житловий будинок                                | 7/20                                       |
| 18/08        | Запоріжжя                                   | ракетний удар     | удар по вулиці серед цивільної забудови                                        | 3/23                                       |
| 18/08        | Донецька обл., Родинське                    | розстріл          | російський військовий розстріляв цивільного                                    | 1/0                                        |
| 18/08        | Київська обл., Бориспільський р-н           | Shahed 136        | зазнало пошкоджень ангарне приміщення                                          | —                                          |
| 18/08        | Дніпропетровська обл., Нікопольський р-н    | артобстріл, БпЛА  | уражено промислове і транспортне підприємства, інфраструктуру, житлові будинки | —                                          |
| 18/08        | Суми                                        | Shahed 136        | удар по Сумському державному університету                                      | —                                          |
| 19/08        | Донецька обл., Добропілля                   | авіаудар          | пошкоджені щонайменше шість багатоквартирних будинків                          | 1/1                                        |
| 19/08        | Дніпропетровська обл., Нікопольський р-н    | артобстріл, БпЛА  | пошкоджено господарську споруду, житлові будинки, авто                         | 0/1                                        |
| 19/08        | Дніпропетровська обл., Синельниківський р-н | Shahed 136        | російські війська атакували безпілотником будівлю навчального закладу          | —                                          |
| 19/08        | Харківська обл., Лозова                     | авіаудар          | влучання в приватний житловий будинок                                          | 0/4                                        |
| 19/08        | Донецька обл., Іванопілля                   | авіабомбовий удар | руйнувань зазнали чотири десятки приватних осель                               | —                                          |
| 19/08        | Донецька обл., Костянтинівка                | авіабомбовий удар | пошкоджено багатоквартирні і приватні будинки, заклад освіти, адмінбудівлі     | 0/6                                        |
| 19/08        | Донецька обл., Лиман                        | БпЛА              | пошкоджено приватну оселю                                                      | 0/1                                        |
| 19/08        | Херсонська обл., Чорнобаївка                | артобстріл        | обстріляні вулиці житлових кварталів населеного пункту                         | 0/1                                        |
| 20/08        | Харківська обл., Петрівка                   | БпЛА              | російський FPV-дрон поцілив у цивільну автівку                                 | 2/0                                        |
| 20/08        | Дніпропетровська обл., Нікопольський р-н    | артобстріл, БпЛА  | пошкоджено багатоповерхівку, приватні будинки, пожежне авто                    | —                                          |
| 20/08        | Дніпропетровська обл., Павлоград            | Shahed 136        | пошкоджено транспортне підприємство                                            | —                                          |
| 20/08        | Сумська обл., Охтирка                       | Shahed 136        | пошкоджено багатоквартирний будинок, приватні оселі, господарчу споруду        | 0/14                                       |
| 20/08        | Донецька обл., Добропілля                   | авіаудар          | російським авіаударом був знищений пологовий будинок                           | —                                          |
| 20/08        | Донецька обл., Новоандріївка                | Shahed 136        | пошкоджено приватні будинки і господарські споруди                             | —                                          |